# نخل بادبزنی کالیفرنیا
نخل بادبزنی کالیفرنیا (نام علمی: Washingtonia filifera) نام یک گونه از سرده نخل‌های بادبزنی است.